# ميلز جودوين
ميلز جودوين (بالإنجليزية: Mills E. Godwin)‏ هو محامي وسياسي أمريكي، ولد في 19 نوفمبر 1914 في سوفولك في الولايات المتحدة، وتوفي في 30 يناير 1999 في نيوبورت نيوز في الولايات المتحدة. نشط حزبياً في الحزب الديمقراطي والحزب الجمهوري.

## مناصب
- انتخب عضو مجلس نواب فرجينيا.
- انتخب عضو مجلس ولاية فرجينيا.
- انتخب نائب حاكم فرجينيا [الإنجليزية]‏ (13 يناير 1962 – 15 يناير 1966).
- انتخب حاكم فرجينيا [الإنجليزية]‏ (12 يناير 1974 – 14 يناير 1978).

## وصلات خارجية
- ميلز جودوين على موقع إن إن دي بي (الإنجليزية)